# Jurg Meijer
Jurg Meijer (ur. 30 marca 1983) – holenderski kolarz górski i szosowy, brązowy medalista mistrzostw świata MTB.

## Kariera
Największy sukces w karierze Jurg Meijer osiągnął w 2007 roku, kiedy zdobył brązowy medal w four-crossie podczas mistrzostw świata MTB w Fort William. W zawodach tych wyprzedził go jedynie Amerykanin Brian Lopes oraz Francja Romain Saladini. Był to pierwszy w historii medal zdobyty przez reprezentanta Holandii w four-crossie mężczyzn na mistrzostwach świata. Jednocześnie był to jednak jedyny medal wywalczony przez Meijera na międzynarodowej imprezie tej rangi. Nie brał udziału w igrzyskach olimpijskich. Startuje także w wyścigach szosowych, w 2012 roku wygrał pięć etapów w Tour d'Afrique.